# Fermentación acética
La fermentación acética es la fermentación bacteriana por Acetobacter, un género de bacterias aeróbicas, que transforma el alcohol etílico en ácido acético, la sustancia característica del vinagre. La fermentación acética del vino produce el vinagre debido a un exceso de oxígeno y es uno de los fallos del vino, un proceso que degrada sus cualidades. La fermentación acética es un área de estudio dentro de la cimología.
Aunque es una fermentación en el sentido original de la palabra, un proceso que partiendo de un azúcar produce ácidos, gases o alcohol, se aparta de la regla en que es un proceso aerobio, es decir, que requiere oxígeno

## Características
La formación de ácido acético (CH3COOH) resulta de la oxidación de un alcohol por la bacteria del vinagre en presencia del oxígeno del aire. Estas bacterias, a diferencia de las levaduras productoras de alcohol, requieren un suministro generoso de oxígeno para su crecimiento y actividad. El cambio que ocurre es descrito generalmente por la ecuación: 
Los licores de fermentación suave, se convierten solo con la exposición al aire. Esto es debido a la conversión del alcohol en ácido acético. El ácido acético es producido mediante la fermentación de varios sustratos, como solución de almidón, soluciones de azúcar, o productos alimenticios alcohólicos como vino o sidra, con bacterias de Acetobacter.